# Pat Onstad
Patrick Stewart Onstad, mais conhecido por Pat Onstad (Vancouver, 13 de janeiro de 1968) é um ex-futebolista do Canadá que atuava como goleiro. Atualmente, é auxiliar-técnico no Columbus Crew.

## Biografia
Começou atuando na equipe da Universidade de Colúmbia Britânica, o UBC Thunderbirds, em 1985. Em 1987, foi para o Vancouver 86ers, ficando uma temporada na equipe.
Entre 1988 e 1997 passa por várias equipes canadenses: o Winnipeg Fury (duas vezes), o Toronto Blizzard (1990-91), o Toronto Rockets (1994), o Montreal Impact - pelo qual venceu a Commisioner's Cup em 1995 - e o Toronto Lynx (1997). Chegou a disputar 19 partidas pelo Edmonton Drillers, um time de futebol indoor, em 1996.
Contratado pelo Rochester Rhinos em 1998, Onstad conquista no ano seguinte a US Open Cup quando venceu o Colorado Rapids da Major League Soccer (MLS), a principal liga de futebol dos Estados Unidos. Nesse mesmo ano, é contratado pelo Dundee United, da Escócia, onde fica até 2001, mas não disputa nenhum jogo oficial pelo time e retorna ao Rochester Raging Rhinos, onde permanece até 2002.
Em 2003, o goleiro transfere-se para o San José Earthquakes, onde conquista a MLS Cup do mesmo ano e a MLS Supporters' Shield de 2005. Com a mudança da equipe para a cidade de Houston, no Texas e posterior troca de nome para Houston Dynamo, Onstad conquista o bicampeonato da MLS Cup em 2006 e 2007. Onstad anunciou sua aposentadoria em dezembro de 2010 e juntou-se ao D.C. United como assistente técnico ao lado de Chad Ashton.
Porém, com as lesões de Bill Hamid e Steve Cronin, ele retoma a carreira de jogador e atua em 3 partidas pelo DC United antes de se aposentar definitivamente, aos 43 anos.

### Seleção do Canadá
Atuou na Seleção do Canadá entre 1988 e 2010, com 57 partidas. Conquistou a Copa Ouro da CONCACAF em 2000. Seu último jogo oficial internacional foi pelas Eliminatórias da Copa do Mundo de 2010 contra a Jamaica, em agosto de 2008. Contra a Argentina, em 24 de maio de 2010, Onstad realizou o último jogo pelos Canucks.

## Títulos
Seleção do Canadá
- Copa Ouro da CONCACAF: 2000

 Montreal Impact
- Commisioner's Cup: 1995

 Rochester Rhinos
- US Open Cup: 1999

 San José Earthquakes
- MLS Cup: 2003
- MLS Supporters' Shield: 2005

 Houston Dynamo
- MLS Cup: 2006, 2007

## Campanhas de destaque
San José Earthquakes
- MLS Supporters' Shield: 2º lugar - 2003

 Houston Dynamo
- Copa dos Campeões da CONCACAF: 4º lugar - 2007, 2008
- MLS Supporters' Shield: 2º lugar - 2008; 3º lugar - 2007
- Campeonato Pan-Pacífico: 2º lugar - 2008